# Kostel Povýšení svatého Kříže (Chuchelná)
Kostel Povýšení svatého Kříže v Chuchelné v okrese Opava byl vysvěcen v roce 1996. Nahradil původní kostel shodného zasvěcení konsekrovaný v roce 1921, který byl zničen náletem na Velký pátek roku 1945. Z kostela tehdy zůstalo jen torzo, které bylo strženo v roce 1948. Od konce války zde sloužila k bohoslužbám knížecí kaple, tzv. mauzoleum Lichnovských.
Na konci 60. let začaly sbírky na nový kostel, už 26. června 1969 byl položen jeho základní kámen. Normalizace však rozjetý projekt zastavila. Oživen byl až po pádu komunismu – základní kámen byl znovu vysvěcen 22. dubna 1990 na Velehradě při návštěvě papeže Jana Pavla II.
Autorem projektu nového chrámu se stal Jan Krömer. Jeho slavnostní vysvěcení provedl za účasti několika tisíc věřících olomoucký arcibiskup Jan Graubner 4. května 1996. Finančně stavbu kromě obyvatel z okolí podpořili také věřící z Polska a Německa.